# Geberit
Geberit (на алеманському діалекті німецької вимовляється як [ɡeberɪ:t]) — швейцарська транснаціональна група, яка спеціалізується на виробництві та постачанні елементів сантехнічного обладнання та суміжних систем. Група Geberit є лідером своєї галузі в Європі та має мережу дочірніх компаній по всьому світу.

## Історія

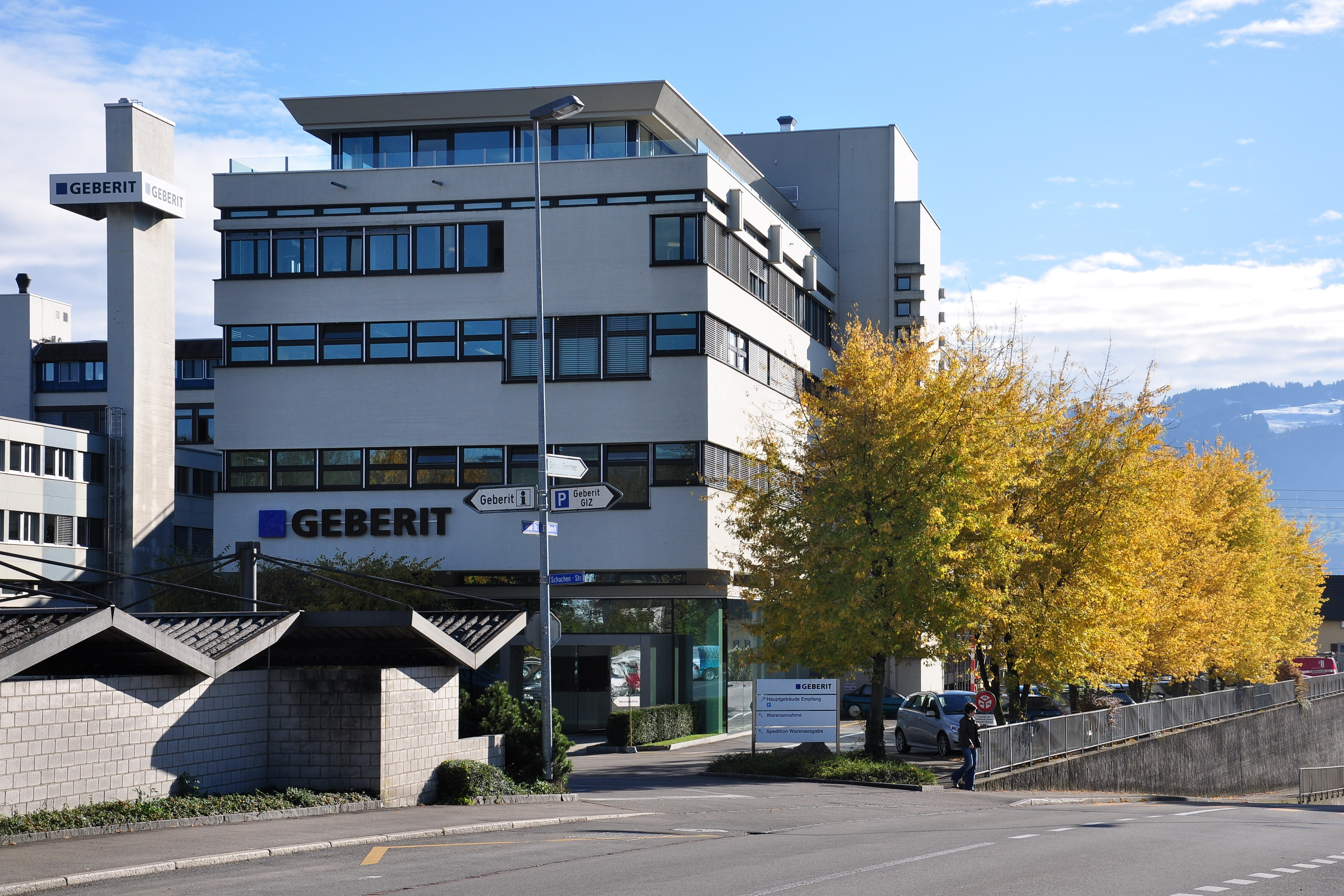
Штаб-квартира Geberit.

### Початок
Каспар Мельхіор Альберт Геберт розпочав сантехнічний бізнес у 1874 році у швейцарському містечку Рапперсвіль. У 1905 році він взявся за виготовлення елементів сантехнічних систем. Так, його туалетний бачок під назвою «Фенікс», вперше виготовлений з дерева, вкритого свинцем, і з фурнітурою (зокрема, змивним механізмом) зі свинця, став по-справжньому революційним виробом і мав великий успіх. Коли Геберт у 1909 році помер, його сини Альберт і Лео продовжили справу батька. У наступні роки компанія розширила свою діяльність як у Швейцарії, так і в сусідніх країнах, доповнивши асортимент новими виробами (трубами, кранами та клапанами). У 1930-х роках фірма Гебертів стала піонером використання пластикових складових у сантехнічному виробництві.
Друга світова війна зашкодила бізнесу, втім, швидко відновивши його, Геберти в 1952 році представили перший повністю пластиковий бачок для унітазу, виготовлений з поліетилену

### Експансія
У 1953 році Генріх і Клаус Геберти успадкували контроль над компанією і назвали її Geberit. Компанія відкрила дистриб'юторську дочірню компанію та нові філії в Європі, які, окрім комплектувальних частин, запропонували й технічне обслуговування. Оскільки Німеччина вважалася ринком, який зростає, перша міжнародна дочірня компанія була відкрита в 1955 році в Пфуллендорфі, який до того ж мав стати місцем розташування першого заводу за межами Швейцарії. Відтоді було створено низку дочірніх підприємств у європейських країнах, зокрема у Франції (1959) та Австрії (1965). Запровадивши у виробництво інноваційну систему прихованих бачків, Geberit з Рапперсвіля переїхала до більшого приміщення в Рапперсвіль-Йоні.
У 1970-х роках бренд Geberit представив ще більше нових продуктів, як-от системи повного водовідведення, системи прихованого монтажу та нові комплектувальні для сектору гігієни. Третій завод був відкритий в 1972 році в Поттенбрунн/Санкт-Пельтен, Австрія. Компанія також заснувала дочірні підприємства в Данії, Бельгії та Нідерландах і зробила спробу вийти на американський ринок, створивши дочірню компанію в Мічигані, штат Індіана. Проте протягом багатьох років її присутність у США залишалася незначною.
У 1977 році Geberit вийшла на ринок інсталяційних систем, який згодом став для компанії найважливішим. Відтак, 1980 року німецькі потужності було розширено й відкрито складський комплекс при головному офісі в Рапперсвіль-Йоні. Компанія також придбала активи великого німецького гравця ринку інсталяційних систем Sanbloc. У 1986 році почалася автоматизація виробництва. У 1989 році компанія придбала частку в FAE Fluid Air Energy, приєднавшись до сектору систем постачання прісної води.
У 1990 році потужності заводу в Поттенбрунні були розширені, а 1994 року був відкритий новий завод на теренах громади Ліхтенштейн Ліхтенштейн на сході Німеччини, що дало змогу скористатися перевагою відкриття нових ринків після завершення періоду так званої холодної війни. У 1991 році родина Гебертів відійшла від управління компанією, і її генеральним директором вперше була призначена людина з-поза сімейного кола — Гюнтер Ф. Кельм. За його керівництва компанія продовжила експансію, відкривши нові потужності в Рапперсвіль-Йоні, фабрику бренду Mepla в Жівіз'є, Швейцарія, і нові міжнародні філії в Італії та Португалії.
У 1995 році Геберти продали Geberit британській приватній інвестиційній компанії Doughty Hanson. З новими грошима компанія розпочала серію придбань, серед яких були італійські Deriplast та Walking Pipe Italiana, німецька Buchler Werkzeugbau AG та британська Caradon Terrain Ltd. У червні 1999 року компанія Geberit була зареєстрована на швейцарській біржі SWX. У липні 1999 року вона збільшила свою частку в компанії FAE Fluid Air Energy до 70 відсотків, домовившись про набуття повного контролю над FAE до 2001 року.
Відчувши на собі слабкість німецького ринку у 2001 році, Geberit, втім, незабаром відновилася і у 2002 році придбала контрольний пакет акцій австрійської компанії Huter Vorfertigung GmbH. У липні того ж року, з метою зміцнення своїх позицій на американському ринку, вона за 33,3 мільйони доларів купила в США компанію Chicago Faucet.
Наступним придбанням компанії за 372,5 млн євро став у 2004 році провідний німецький виробник металевих труб Mapress Holding у Lindsay Goldberg &amp; Bessemer. У 2012 році акції Geberit були включені до Швейцарського ринкового індексу (SMI), і трьома роками пізніше в 2015 році за 1,4 мільярда доларів був придбаний фінський виробник ванн і унітазів Sanitec.

## Стратегія
Компанія виробляє та продає свою продукцію переважно під брендом Geberit, хоча використовує також і певні бренди дочірніх компаній. Група працює у понад 41 країні світу.
Стратегія Geberit ґрунтується на чотирьох головних засадах: фокус на сантехнічних технологіях, прихильність до інновацій, вибіркова географічна експансія та постійна оптимізація бізнес-процесів.
Вже кілька років поспіль Geberit використовує триступеневу модель продажів і маркетингову стратегію «push-pull» («проштовхування-витягування»). Зокрема, продукція Geberit розповсюджується оптовою ланкою з одночасним навчанням щороку понад 100 000 сантехніків та управлінців, як у належних компанії 25 навчальних центрах по всьому світу, так і в межах сторонніх навчальних програм.
На сьогодні бренд Geberit здобув низку нагород за інноваційність, дизайн продукції та незмінну прихильність принципам сталого розвитку.

### Напрями виробництва

#### Сантехнічні системи
Напрям сантехніки охоплює інсталяційні системи, зливні бачки, змішувачі та змивні системи, арматуру для зливу та сифони.

#### Трубопровідні системи
Сюди входять трубопровідні комунікації всередині та зовні будівель. До продуктових лінійок цього напряму належать системи водопостачання та каналізаційні системи будівель.

#### Сантехнічна кераміка для ванних кімнат
Ідеться про унітази, умивальники та інші супутні вироби, як-от меблі, душові кабіни та ванни.